# Łukasz Kamieński
Łukasz Kamieński (ur. 1976) – polski politolog, badacz stosunków międzynarodowych, doktor habilitowany nauk społecznych, profesor uczelni Uniwersytetu Jagiellońskiego. Dyrektor Instytutu Amerykanistyki i Studiów Polonijnych UJ i jednocześnie kierownik Zakładu Amerykanistyki w tymże instytucie.

## Kariera naukowa
Jest absolwentem studiów politologicznych na UJ (2000) i University of London (2001). 24 maja 2005 r. uzyskał na Wydziale Studiów Międzynarodowych i Politycznych UJ stopień doktora nauk humanistycznych w dyscyplinie nauk o polityce na podstawie pracy Drugi wiek nuklearny. Broń jądrowa a informacyjna rewolucja w sprawach wojskowych, której promotorem był Andrzej Mania. 23 lutego 2016 r. uzyskał na tym samym wydziale i w tej samej dyscyplinie habilitację na podstawie dorobku naukowego i rozprawy Nowy wspaniały żołnierz. Rewolucja biotechnologiczna i wojna w XXI wieku.